# Niedert
Niedert bei Emmelshausen ist eine Ortsgemeinde im Rhein-Hunsrück-Kreis in Rheinland-Pfalz. Sie gehört der Verbandsgemeinde Hunsrück-Mittelrhein an. Der Ort Niedert liegt unmittelbar an der Hunsrückhöhenstraße (B 327).

## Geschichte
Der Ort gehörte zur Niedergrafschaft Katzenelnbogen. Mit der Besetzung des linken Rheinufers 1794 durch französische Revolutionstruppen wurde der Ort französisch, 1814 wurde er auf dem Wiener Kongress dem Königreich Preußen zugeordnet. Nach dem Ersten Weltkrieg zeitweise wieder französisch besetzt, ist der Ort seit 1946 Teil des neu gebildeten Landes Rheinland-Pfalz.

## Politik

### Gemeinderat
Der Gemeinderat in Niedert besteht aus sechs Ratsmitgliedern, die bei der Kommunalwahl am 9. Juni 2024 in einer Mehrheitswahl gewählt wurden, und – wenn gewählt – dem ehrenamtlichen Ortsbürgermeister als Vorsitzendem.

### Bürgermeister
Das Amt ist derzeit vakant. Letzter gewählter Ortsbürgermeister war Rainer Martin. Da bei der Direktwahl am 26. Mai 2019 kein Kandidat angetreten war, und auch der Gemeinderat keinen vorschlagen konnte, erklärte er sich dazu bereit, vorübergehend geschäftsführend im Amt zu bleiben. Zum 22. September 2019 legte er schließlich das Amt nieder. Die Amtsgeschäfte wurden zunächst vom Ersten Beigeordneten Karl-Peter Schneider, ab 28. Juli 2020 vom neu gewählten Ersten Beigeordneten Jörg Martin weitergeführt, da die Wahl eines neuen Ortsbürgermeisters nicht zustande kam. Da für die Direktwahl am 9. Juni 2024 erneut kein Wahlvorschlag eingereicht wurde, obliegt die Neuwahl gemäß rheinland-pfälzischer Gemeindeordnung wieder dem Gemeinderat. Die Konstituierende Sitzung der neuen Wahlperiode ist für den 3. September 2024 angesetzt.

### Wappen
Die Blasonierung lautet: „Von Gold über Silber geteilt durch einen schräglinken blauen Wellenbalken, oben ein blau bewehrter und gezungter roter Löwe, unten eine schwarze Postkutsche.“
Begründet wird es folgendermaßen: Die obere Schildhälfte verweist auf die ehemalige Zugehörigkeit zur Niedergrafschaft Katzenelnbogen. Die untere Schildhälfte nimmt Bezug auf die Poststation, die ehemals in Niedert ansässig war. Der Wellenbalken symbolisiert den Baybach, der an einer Seite die Grenze von Niedert bildet und Grenzfunktion zwischen zwei Territorien hatte.

## Bildung
In Niedert wurde im Jahr 2000 ein Waldkindergarten gegründet, der in Emmelshausen-Liesenfeld sein Zuhause hat.

## Vereine
Der im Jahr 2009 gegründete Dorfverein Niedert hat sich das Ziel gesetzt, das Dorfleben zu bereichern.